# WTVR (телебашня)
WTVR — телебашня высотой 257 метров, находящаяся в Ричмонде.

## История
После завершения строительства в 1953 году башня стала самой высокой в Соединённых Штатах и второй по высоте башней в мире. Она уступала по высоте только пяти высотным зданиям: Эмпайр-стейт-билдинг, Крайслер-билдинг, 70 Пайн-стрит, 40 Уолл-стрит и GE Building.
В настоящее время башня используется для передачи радиосигналов только радиостанцией WTVR-FM, хотя раньше с этой мачты вещала и радиостанция WTVR-TV. Несмотря на то, что радиостанции используют название WTVR, они не связаны друг с другом и имеют разных владельцев, поэтому компания WTVR-TV прекратила вещание с этой башни во время аналогово-цифрового преобразования в 2009 году. В настоящее время компания делит передатчик с другими станциями, такими как PBS WCVE-TV и WCVE-TV. Несмотря на то, что вещание компаниями WTVR с этой башни больше не ведётся, она продолжает носить это название. 1 ноября 2017 года iHeartMedia было объявлено, что компания WTVR-FM вместе со всеми их родственными станциями, находящимися в Ричмонде и Чаттануге будет продана компании Entercom из-за её слияния с CBS Radio. Сделка была завершена 19 декабря 2017 года. Студия West Broad, принадлежащая телеканалу WTVR-TV расположена рядом с башней. Станция неоднократно использовала графическую версию башни в своих новостных выпусках в течение 1980-х и начале 1990-х годов.

## Радиостанции
В настоящее время с башни производит вещание только радиостанция WTVR-FM.